# テレサ・ブリュワー
テレサ・ブリュワー（英語: Teresa Brewer、1931年5月7日 - 2007年10月17日）は、アメリカのジャズ、及びポップス歌手。1950年代のアメリカで最も高い人気を誇った女性歌手の一人である。オハイオ州トリード(トレド)出身。2人目の夫は音楽プロデューサーのボブ・シール。

## 略歴

### 生い立ち
オハイオ州トレドにてリビーオーエンスフォード社（現在はピルキントン傘下のガラス・メーカー）でガラスの検査官を務める父と専業主婦の母の間に生まれた。2歳の時に母親に連れられてトレドのラジオ局 WSPD の番組『Uncle August's Kiddie Show』に参加し、「Take Me Out to the Ball Game」を歌った。テレサにはご褒美にスポンサーからクッキーとカップケーキを与えられた。彼女は歌を習った経験はなかったもののタップダンスのレッスンを受けていたのである。5歳の時にあるコンペティションを勝ち抜いて、当時の人気ラジオ番組『Major Bowes Amateur Hour』と共にツアーし、歌とダンスを披露するようになった。
12歳の時にテレサはトレドに連れ戻され通常の学生生活を送ったが、それでも地元のラジオ局への出演は続けていた。1948年1月、16歳の時に地元で開催されたコンペティションで優勝し、他の3人の勝者と共にニューヨークを訪れて『Stairway to the Stars』（エディー・ダウリングをフィーチャーしたタレント・ショー）に出演した。テレサはいくつものタレント・ショーで栄冠を勝ち取り、ニューヨークのナイトクラブ（有名なラテン・クォーターを含む）に出演した。
この頃までに彼女は名前の表記を「Theresa Breuer」から「Teresa Brewer」に改めていた。後年、地元トレドのメディアに語ったところによると「クラブの玄関の灯りでも読みやすいように」とのことだったという。またこの頃に彼女は最初の結婚をしている。

### 歌手としてデビュー
ある時、リッチー・リセラというエージェントがテレサの歌を聴き、マネージメントを手がけることを申し出た。テレサは彼のはからいによりロンドンレコードと契約し、1949年にディキシーランド・ジャズの奏者たちとの共演で「Copenhagen」というレコードを録音した。このレコードのB面に収録されたのが、スティーヴン・ワイスとバーニー・バウム作の「Music! Music! Music!」だった。思惑とは異なりこのB面収録曲の方が人気を博し、レコードはミリオン・セラーとなりテレサはミス・ミュージックの愛称で親しまれるようになった。
翌1950年にはさらに「Choo'n Gum」がトップ20位に入るヒットを記録し、「Molasses, Molasses」がこれに続いた。テレサ自身はむしろバラードを歌うのを好んでいたが、そうした曲の中でヒット・チャートに食い込んだのは1951年の「Longing for You」ただ一曲だった。

### 時代を代表する人気歌手として
1951年にテレサはコーラル・レコードに移籍した。彼女は楽譜の読み方を習ったことがなかったために曲のメロディーをデモ・テープを聴いて覚えていた。しかしそんな状態でも彼女はコーラル・レコードに数多くのヒット曲をもたらした。1952年には「Gonna Get Along Without You Now」やドン・コーネルとのデュエット曲「You'll Never Get Away」を発表した。
1953年に発表した「Till I Waltz Again with You」は彼女にとって最大のヒットとなった。この年にはほかにも「Dancin' with Someone」や「Into Each Life Some Rain Must Fall」、「Ricochet」をヒットさせた。その後もさらに「Baby, Baby, Baby」や「Bell Bottom Blues」、「Our Heartbreaking Waltz」（「Till I Waltz Again with You」と同じくシドニー・プローズンの作品）、「Skinnie Minnie」などのヒット曲が続いた。この間も彼女はニューヨークやシカゴ、ラスベガスなどのナイト・クラブへの出演を続けていた。
1956年に彼女は自身も作詞・作曲に参加した「I Love Mickey」を発表した。この曲はニューヨーク・ヤンキースの中堅手、ミッキー・マントルについて歌ったもので、レコードにはマントル自身も出演し花を添えた。このほかの1956年のヒット曲として「A Tear Fell」や「Sweet Old-Fashioned Girl」、「Mutual Admiration Society」がある。
1961年に発表したエディット・ピアフの「Milord」の英語版が彼女の最後にチャート・インしたヒット曲となった。

### その後の経歴
テレサは1962年にフィリップス・レコードに移籍して「Gold Country」（1966年）などのレコードを発表した。その後、いくつかの他のレコード会社でも録音を行ったが、いずれも大きなヒットには至らなかった。結婚後に4人の娘を授かっていたテレサは1960年代になると家庭生活を優先するため歌手活動の一線からは離れていた。彼女は「私の最大のヒットは娘たち」と語ったことがあるという。
1972年に彼女は最初の夫と離婚し、音楽プロデューサーのボブ・シールと結婚した。1970年代にはシールの所有するフライング・ダッチマン・レコードからアルバムを発表した。1977年にはマペット・ショーにゲスト出演した。
1980年代と1990年代には、シールのアムステルダム・レーベルからベッシー・スミスやルイ・アームストロング、アーヴィング・バーリンへのトリビュート・アルバムなどを発表した。
2007年10月17日、ニューロシェルの自宅で進行性核上性麻痺 (PSP) のため76歳で亡くなった。

## 音楽
テレサは1950年代に最高の人気を獲得したポップス歌手の一人であり、またジャズ歌手としても大きな足跡を残した。コーラル・レコード在籍時の1957年にはジャズのスタンダード・ナンバーを歌ったアルバム「When Your Lover Has Gone」を発表した。1960年代以降はより本格的なジャズ・シンガーを志向するようになり、カウント・ベイシーやデューク・エリントン、ディジー・ガレスピー、ボビー・ハケットといったジャズ界の大御所たちとの共演でもアルバムを制作した。夫のボブ・シールの作品でルイ・アームストロングの代表曲である「この素晴らしき世界」も録音している。
1950年代のヒット曲の中には「Pledging My Love」や「Tweedle Dee」、「Rock Love」、「A Tear Fell」、「You Send Me」、「Empty Arms」などリズム・アンド・ブルースの楽曲のカバーや、ブルース・バラードのカバー曲、「Pledging My Love」がある。また「Jilted」や「I Gotta Go Get My Baby」、「Let Me Go, Lover!」、「Teardrops in My Heart」などカントリー・ミュージックのカバー曲も含まれている。
またこの時期のいくつかの彼女の楽曲には、はっきりとロックの前触れを告げるビートが刻まれている。特に「Ricochet」や「Jilted」、「A Sweet Old Fashioned Girl」などがこれに該当する。
1951年発表の「Longing for You」はオスカー・シュトラウス作曲の「ワルツの夢」を翻案したものだった。また1963年には前年にナンシー・シナトラがポンキエッリの「時の踊り」に歌詞をつけて歌った「Like I Do」を「She'll Never Love You Like I Do」としてカバーしている。
テレサが録音した楽曲は合計で600曲近くにも上る。彼女の功績を称えてハリウッド・ウォーク・オブ・フェームのヴァイン通りに1708番目として星が贈られている。2007年には Hit Parade Hall of Fame に顕彰された。